# Museu Nacional de la Música (l'Havana)
El Museu Nacional de la Música de l'Havana, Cuba, està ubicat a l'antiga mansió de Francesc Pons i Seguí, ric comerciant de l'Havana. Està dedicat al desenvolupament històric de la música i els instruments musicals a Cuba des del segle xvi fins al segle xx.
Alberga una extensa col·lecció d'instruments musicals entre la qual destaca la impressionant sala d'instruments de corda. A la botiga del museu es pot comprar música cubana i un parell de nits a la setmana se celebren deliciosos concerts.

## Història
Francesc Pons i Seguí, ciutadà americà, comerciant i natural de Maó, Illes Balears, va comprar les cases de maçoneria i teules, del carrer Aguiar números 2 i 4 i del carrer Habana número 1 el 1904, les quals es trobaven en estat ruïnós. L'any 1905 va realitzar obres per a transformar-la en el seu habitatge. L'arquitecte del projecte és Francisco Ramírez y Ovando i les obres varen finalitzar el 1907.
Francesc Pons va morir a Boston als Estats Units, el 1912 i va deixar la residència a mans de la seva vídua Rosa Vidal, la seva única filla Caterina i els seus nets Francisco i Catalina Pérez de la Riva y Pons. L'Estat Cubà el va comprar el març de 1936 i hi va instal·lar la nova seu de la Secretaria d'Estat.
Després del triomf de la Revolució de 1959 l'immoble va ser intervingut i convertit en la seu de la Policia Marítima, més tard Guardafronteres. Es van realitzar transformacions de manera indiscriminada, devaluant considerablement l'edifici. Però el 1971 va ser proposada per acollir el Museu de la Música, idea que no va ser materialitzada fins a 1981 en què obre les portes com a tal, després d'un projecte d'intervenció dirigit per l'Arquitecte Daniel Taboada.
Aquesta intervenció pretenia, en essència, recuperar la distribució original dels locals, tot i adapta'ls a la nova funció, de manera que la planta alta quedés àmpliament disposada per les exposicions i la baixa per a sala de concerts, àrees de circulació, oficines i magatzems.

## Arquitectura
Els viatges a Europa i Estats Units que feia el matrimoni Pons, li van permetre traslladar els seus gustos i experiències a l'interior del seu nou habitatge. Així la sala és estil Lluís XV, el menjador Neoclàssic, els gabinets estils Imperi i Lluís XVI, el rebedor Anglès, i la terrassa Sevillana. La seva esplèndida cúpula, enlluïda amb un cel ras de guix cassetonat, remata aquest conjunt com si la família hagués volgut capturar en el seu recinte l'univers d'expressions i tendències.
La decoració de façana destaca per les seves formes eclèctiques, afiliades a la Itàlia renaixentista, treballades amb sobrietat dins de les característiques de l'estil i amb les possibilitats ornamentals que li va permetre la pedra, la que de forma noble va quedar exposada deixant a vista la seva textura i bellesa.

## Adquisicions i donacions
La primera donació va ser rebuda l'any 1971 a la Sala de les Mampares del Museu Colonial. Corresponia a dues guitarres i diferents condecoracions atorgades en el transcurs de la seva vida a la trobadora cubana María Teresa Vera, les quals van ser dipositades al museu pels seus familiars i el seu acompanyant inseparable Lorenzo Hierrezuelo.
Entre les valuoses partitures de música cubana que atresora el museu, hi ha el llibret de l'òpera El Náufrago, d'Eduardo Sánchez de Fuentes, partitures originals de Gonzalo Roig, d'Alejandro García Caturla i de Amadeo Roldán, el piano de la inoblidable Bola de Nieve i desenes d'instruments musicals de Cuba i Llatinoamèrica, caixes de música, vells fonògrafs, discos metàl·lics i de pasta, així com nombrosos cassets.
També conté la partitura de l'Himne Nacional Cubà. Les partitures originals de l'himne nacional varen desaparèixer durant l'incendi de Bayamo, però l'autor va repetir l'escriptura de la partitura per a veu i piano a petició d'una amiga, i aquesta, també original, es conserva en els fons del Museu Nacional de la Música. Permanentment es mostra una còpia al costat de l'efígie en ploma de Perucho Figueredo costat d'una bandera cubana.
A l'edifici, la sala Fernando Ortiz gaudeix de gran acceptació perquè els seus fons van gairebé fins a la prehistòria del desenvolupament musical de l'illa, amb rellevants mostres de les cultures africanes que van influir en la formació de la nacionalitat i la idiosincràsia criolla. En general, a la vista del visitant hi ha col·leccions que brinden una àmplia informació sobre les transformacions de la música i els instruments musicals a Cuba.

## Col·leccions
Actualment compta amb deu sales d'exposició, cinc permanents i cinc transitòries. Les sales d'exposició permanents abasten els temes: Instruments Mecànics (un recorregut per la història del món sonor que inclou caixes de música de cilindres de pues, plaques perforades, rotllos de pianoles, fonògrafs, etc.); Instruments afrocubans (vinculats als cultes d'origen africà establerts a Cuba); Conjunts Instrumentals Cubans (pertanyent a la segona meitat del segle xix i principi del segle xx); Organologia (famílies d'instruments folklòrics de diverses àrees del món); Ambientació (peces úniques de gran valor artístic que van pertànyer al músic Hubert de Blanck).